# Lòng chảo nội lục

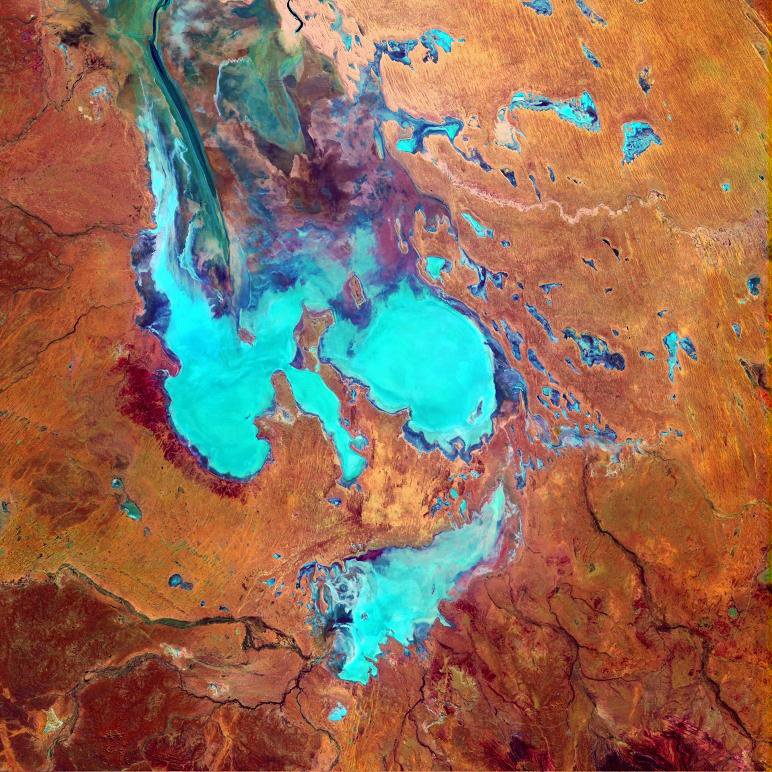
Ảnh vệ tinh chụp hồ Eyre nơi hứng các nguồn nước chảy vào giữa lục địa Úc
NASA's Earth Observatory

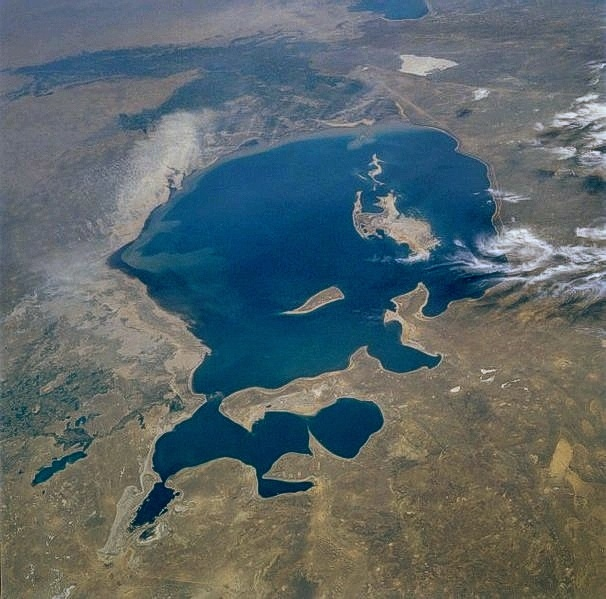
Lòng chảo nội lục: biển Aral ở Trung Á

Lòng chảo nội lục còn gọi là lòng chảo nội lưu là một loại địa hình có dạng trũng nơi các nguồn nước chảy vào mà không có dòng thoát ra biển cả. Thủy văn trong khu vực này gần như bị giam hãm và chỉ có hai lối thoát duy nhất là thấm nhập vào lòng đất hoặc bốc hơi lên không trung. Hậu quả là thổ diêm tích tụ và tăng dần, tạo ra hồ nước mặn. Nếu tốc độ bốc hơi cao hơn lượng nước chảy vào hồ thì lòng hồ cạn dần và sau sẽ biến thành bãi muối.
Vì yếu tố của thời tiết góp phần lớn vào việc cấu tạo lòng chảo nội lục nên địa hình này thường tìm thấy ở những khu vực sa mạc nóng. Ngoài ra những ao hồ có mực nước thấp hơn mực nước biển (như biển Caspi và biển Chết) nhất thể đều là lòng chảo nội lục.

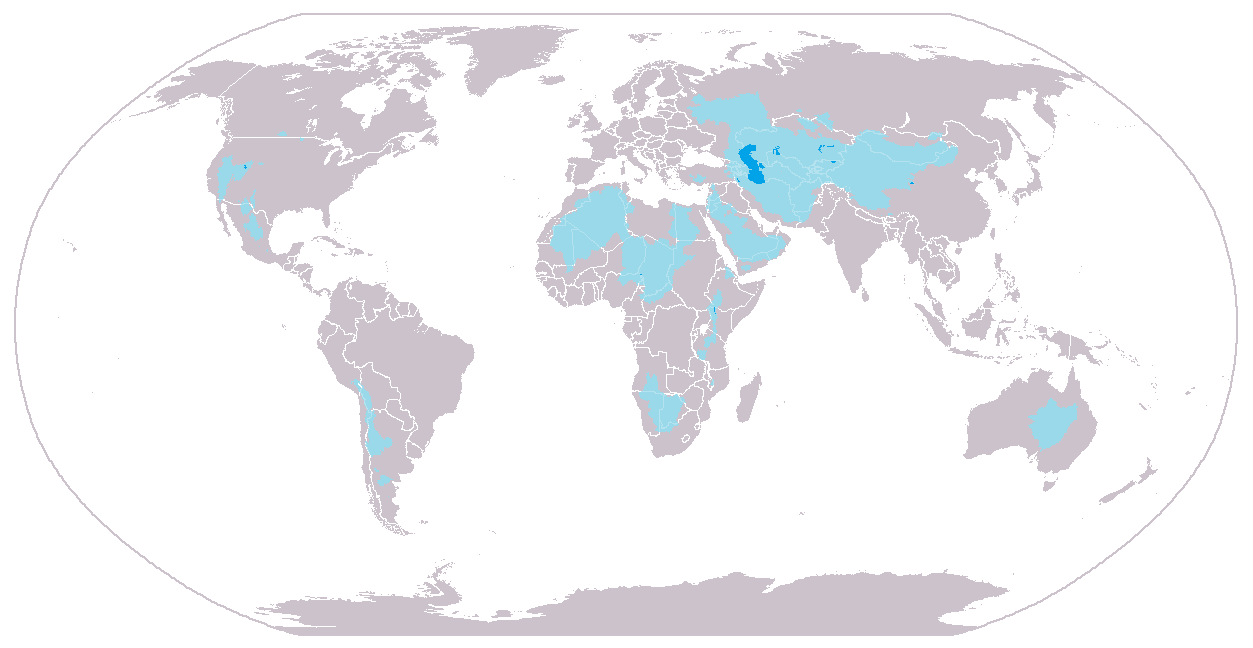
Phân bố lòng chảo nội lục (xanh berin) trên thế giới